# Ortonia ferox
Ortonia ferox – gatunek kosarza z podrzędu Laniatores i rodziny Stygnidae. Jedyny znany przedstawiciel monotypowego rodzaju Ortonia.

## Występowanie
Gatunek wykazany z Ekwadoru.